# Sing (singel The Dresden Dolls)
„Sing”  - pierwszy singel duetu The Dresden Dolls, wzięty z drugiego studyjnego albumu Yes, Virginia...
Nie był nigdy wydany w sklepach, tylko dla stacji radiowych. Teledysk został  wyreżyserowany przez Michaela Pope’a, „Sing” także podbiło wiele szczytów rockowych list przebojów w kwietniu 2006 roku.

## Lista utworów
Wersja radiowa
1. „Sing” (Edit Version) – 4:05
2. „Sing” (Album Version) – 4:40

- Niektóre kopie zawierały tylko pierwszy utwór

Digital Download
1. „Sing” – 4:40
2. „Two-Headed Boy” – 4:41

## Wykonawcy
- Amanda Palmer – pianino, śpiew, teksty, kompozytor
- Brian Viglione – perkusja, gitara